# 源氏物語の和歌

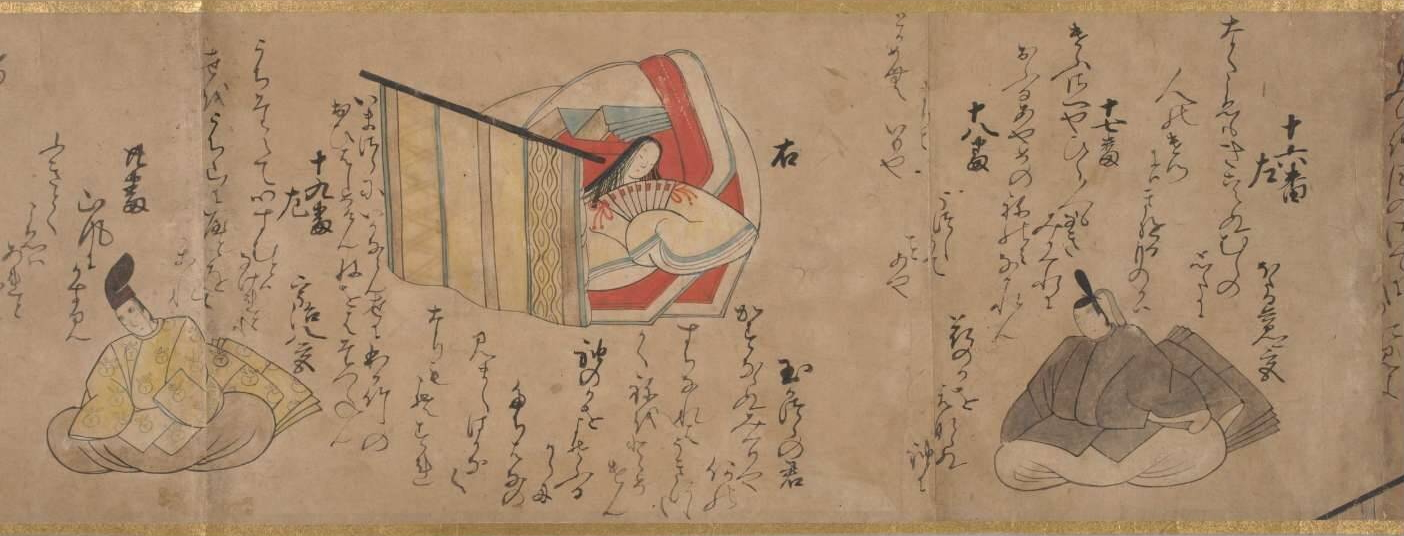
『源氏物語歌合絵巻』（室町時代）
『源氏物語』の36人の登場人物を三十六歌仙になぞらえ、その作中歌を54番の歌合につがえた作品の絵巻。

源氏物語の和歌（げんじものがたりのわか）では、『源氏物語』の作中歌について解説する。
『源氏物語』全54帖の中で詠まれた作中歌は795首を数える。王朝物語では必ず作中で和歌が詠まれるが、なかでも『源氏物語』の作中歌は評価が高く、後世の歌人の表現・発想の源泉であり続けた。
平安末期に『源氏物語』が古典化してからは歌人の必読書とされ、12世紀の歌人藤原俊成は「源氏見ざる歌詠みは遺恨の事なり」と評した。そうした評価を背景に『源氏釈』を嚆矢として中世には引歌の出典などを記した注釈書が数多く出されたほか、『風葉和歌集』（作中歌から180首を収録）や『物語二百番歌合』（同200首）などに多くの作中歌が採られた。近世でも主要な歌とあらすじをまとめた『源氏小鏡』などが連歌を嗜む町人層の参考書となった。山田俊博は、そうした評価を受けた理由を「歌が下手な登場人物の歌はきちんと下手に作ってあるという点も含めて全てが名歌であり、なおかつその歌が詠まれた状況が説明されている」としている。

## 作中歌の役割
『源氏物語』は、散文で書かれた地の文や会話文・内話文に加え、和歌や消息文で構成されている。このうち作中歌は、当時の貴族が日常的に営む和歌文化の表出であると同時に、物語の表現技法のひとつとなっている。たとえば藤壺の思考は散文で書かれるいっぽうで、光源氏への心情は和歌に詠まれるのはその典型である。ただし、そうした役割は和歌単独で行われる事は少なく、その前後の地の文などと協同して表現されていることが『源氏物語』の特徴である。

### 和歌による人物描写
作中歌の大半は登場人物によって詠まれた和歌である。詠み人について見解が分かれる歌もあるが、光源氏の221首が際立って多く、2番目が57首の薫で、夕霧、浮舟、匂宮の順で続く。それらの作中歌は登場人物の心理描写であるに留まらず、登場人物ごとに書き分けることで個性が表現されている。また和歌は便宜的に詠まれた場面に応じて独詠歌（手習いを含む）・贈答歌・唱和歌の3種に分類されるが、詠まれた場面ややり取りによって人間関係が描写されることもある。尾崎左永子は、そのようなこまやかな心理描写が『源氏物語』の評価を高めているとしている。以下、数例を挙げる。

#### 紫の上
紫の上が詠む歌については「類型的な恋歌の発想に寄り添い、無難で穏当」と評される事が多いが、そのような特徴について鈴木宏子は、紫の上の力量ではなく物語における彼女の位置づけを表すと評している。また、若菜上巻で紫の上が詠んだ独詠歌がめざとく光源氏に見つけられて返歌が付けられてしまうことも含めて、光源氏への想いを詠む歌の傍らには常に光源氏が居るとしたうえで、紫の上が光源氏の元で生涯を送った幸せと不幸を印象付けているとしている。

#### 六条御息所
いっぽうで光源氏に執着し物の怪となるのが六条御息所である。彼女が11首詠んだ歌のうち7首が贈歌である。一般に贈答歌はまず男性から贈られ、それに女性が答える形で交わされるが、これに反する形で交わされる贈答歌に二人の恋愛関係の主導権を見て取ることが出来る。歌の内容も光源氏にすがる心情を詠ったものが多く、特に葵祭での葵の上と車争いの後日に詠まれた絶唱歌

袖ぬるるこひぢとかつは知りながら下り立つ田子のみづからぞうき（葵巻）

は、注釈書『細流抄』で「此物語第一の歌」と称されている。
その後、生霊から死霊へとなった六条御息所が詠む歌は凄みを増していき、最期に取り憑いた女三宮の出家場面では歌を詠む事すらせず悪態をついて消えていく。

#### 葵の上
紫の上や六条御息所と対照的な意味で注目されるのが、1首も作中歌が詠まれていない葵の上である。和歌を詠まない登場人物は16人を数えるが、それらの人物は光源氏と敵対的あるいは心理的な距離があることが指摘されている。主人公の正妻である葵の上が歌を詠まないことは夫婦関係が冷え切っており、不満も含めて感情を表現する気持ちさえ失われていたことを示唆している。

#### 末摘花
下手な歌詠みとして描かれるのが末摘花である。末摘花が詠む6首のうち3首で枕詞の「唐衣」が用いられている。たとえば

きてみればうらみられけり唐衣返してやりてむ袖を濡らして（玉鬘巻）

は「裏見」と「恨み」の掛詞や、「着」「裏」「返す」など「衣」の縁語が用いられており、和歌としての体裁は整っている。しかも唐衣は作中で光源氏が「決まり文句」と評するように『万葉集』からみえる枕詞であり、いかにも古風な作りは末摘花を宮家出身の折り目正しい人物として印象付けている。
しかし決まり文句を繰り返して用いる末摘花に対し、呆れた光源氏は

唐衣またからころもからころもかへすがへすもからころもなる（行幸巻）

という皮肉にみちた返歌を詠い、末摘花に対し悪い歌詠みであるという評価を決定づけている。

#### 近江の君
また教養のない人物として描かれるのが近江の君である。父頭中将は近江の君の品の無さを嘆き、近江の君を異母姉弘徽殿女御のところに行儀見習いに出そうとする。その際に近江の君が弘徽殿女御に対して充てた手紙に記した歌が

草わかみ常陸の浦のいかが崎いかであひ見む田子の浦波（常夏巻）

で、1首のうちに「常陸の浦」「いかが崎」「田子の浦」という3か所の歌枕を脈絡もなく入れた歌となっている。この歌に困惑した弘徽殿女御は側近に返歌の代筆を頼んだ。そうして詠まれた返歌

常陸なる駿河の海の須磨の浦に波立ち出でよ筥崎の松（常夏巻）

では「常陸」「駿河の海」「須磨の浦」「筥崎」と贈歌を上回る4つの歌枕を入れ、からかいの意味が含まれていた。しかしそれに気づかない近江の君は弘徽殿女御に会えることを喜び、これまた品の無い化粧をするというオチが付いて教養のなさが描き出されている。

### 源氏物語にみられる特徴的な和歌
また土方洋一（2000年）は登場人物が詠んだ歌とは言い難い歌があると指摘し、これを「画賛的和歌」と称した。土方は画賛的和歌を「登場人物が詠んだ歌ではなく、物語の語り手が半ば作中人物化するなかで詠嘆や感嘆を表現する内省的な歌」としたうえで、「物語の叙情的な場面を高揚する役割を負い、なおかつ『源氏物語』と和歌世界を親和的にする効果を持っている」としている。

## 作中歌と先行表現

### 源氏物語の引歌の特徴
『源氏物語』では執筆当時の読者である貴族層において基本的な教養であった『古今和歌集』の歌ことばがあらゆる場所に散りばめられており、それゆえ『古今和歌集』の知識がないと『源氏物語』の原文を理解することは出来ないとされている。このような技巧は引歌と呼ばれ、よく知られた古歌を引用することで古歌のもつ表現や内容を重ね合わせ、文章に奥行きを与える効果をもつ。
作中歌も例外ではなく『古今和歌集』を中心に古歌の伝統的な和歌表現を基本とし、そこに和泉式部ら同時代の歌人が用いた流行用語などを積極的に取り込むことであらたな表現の可能性を模索している。
たとえば桐壺帝が桐壺更衣の母親に送った弔問歌

宮城野の霧吹きむすぶ風の音に小萩がもとを思いこそやれ（桐壺巻）

は、『古今和歌集』に採られた

宮木ののもとあらのこはぎつゆをおもみ風をまつごときみをこそまで（恋四・694）

を引いて「宮城野」「小萩」「露」「風」を詠み込んでいる。しかし『古今和歌集』の時代では「露」は「置く」ものであって「吹きむすぶ」という表現は同時代には見られない。西山秀人は、この表現について天禄3年（972年）に開催され、一条朝の歌檀に大きな影響を与えた規子内親王前栽歌合で詠進された1首

浅茅生の露ふきむすぶこがらしに乱れても鳴く虫のこゑかな（10番・左）

で注目された表現と指摘したうえで、紫式部の作風を「当世風の表現を積極的に取り込んでいる」と評している。

### 引歌を踏まえた登場人物の振る舞い
前述のように引歌は古歌のイメージを想起させる手法だが、その対象となるのは物語の読者である。しかし『源氏物語』には登場人物が引歌に込められたイメージを了解したような表現が見える。たとえば光源氏が養女玉鬘に想いを告げる場面で詠まれた歌

うちとけてねもみぬものを若草のことあり顔にむすぼほるらむ（胡蝶巻）

は、以下の『伊勢物語』を踏まえた歌である。

うら若み寝よげに見ゆる若草を人のむすばむことをしぞ思ふ（49段）

『伊勢物語』の歌は兄が妹に対して「人の妻になるのは惜しい」と想いを告げる歌であり、これに対する妹の返歌も続いている。光源氏の歌が『伊勢物語』49段を踏まえていることを感じ取った玉鬘は、気分が悪いと答えて歌を返すことを拒否し、光源氏の想いを拒絶している。

### 登場人物の重ね合わせ
また『源氏物語』の作中歌がのちの帖で引歌として用いられることもある。桐壺帝は亡き桐壺更衣を想い次の歌を詠んだ。

たづねゆくまぼろしもがなつてにも魂のありかをそことしるべく（桐壺巻）

幻とは幻術士のことで「更衣の魂がどこにいるのか探してくれる幻術士がいて欲しい」という歌である。この歌を踏まえた歌が光源氏の生涯の最終盤で詠まれる。

大空をかよふまぼろし夢にだに見え来ぬ魂のゆく方をたづねよ（幻巻）

幻巻は光源氏の最愛の人である紫の上が亡くなった翌年の物語で、光源氏も「幻術士に紫の上の魂を探し出してほしい」と詠んでいる。池田彌三郎は、奇しくも父子が共に同じ心境を詠んだことで『源氏物語』は光源氏が父桐壺帝と同じ境遇に至る物語であったことを印象付けているとしている。

## 作中歌の影響と評価
『源氏物語』と和歌史の関係は切っても切れない関係にあり、特に『源氏物語』の登場以降はその内容は歌人にとって不可欠な共通の教養となった。山田は、こうした評価を『源氏物語』が受容された理由のひとつとしている。
『源氏物語』の作中歌と和泉式部など同時代の歌人が詠んだ和歌の間に共通点を見出す指摘は多い。ただし『源氏物語』の成立時期は明確ではなく、その先後関係は決定できない。しかし中西智子は、『源氏物語』の執筆当時から第一読者である藤原彰子の周辺で『源氏物語』を摂取した歌が詠まれただけでなく、物語の二次的な解釈を踏まえた歌も詠まれたと指摘している。また瓦井裕子は『源氏物語』成立から1世代を経て、多くの歌人が『源氏物語』を摂取していたとしている。
たとえば寛弘8年（1011年）に崩御した一条天皇の辞世の歌

露の身の草の宿りに君をおきて塵を出でぬることをこそ思へ（『御堂関白記』寛弘8年6月21日条）

は、光源氏から紫の上への贈歌である

浅茅生の露のやどりに君をおきて四方の嵐を静心なき（賢木巻）

を踏まえたものとされている。
しかししばらくの間は、作中歌の影響は私的な歌に留まるもので、歌合など公的な場で詠まれる歌には及ばなかった。公的な場で作中歌の影響が見出せるようになるのは11世紀中頃で、瓦井は長暦2年（1038年）の歌合で源頼実が詠んだ例が最も早いとしている。また永承5年（1050年）に行われた祐子内親王歌合で紫式部の娘である大弐三位は浮舟の歌を踏まえた歌を詠んだ。中周子は「大弐三位は周囲からの期待に応える形で『源氏物語』の詞を用いて詠んだ」と推測している。
『後鳥羽院御口伝』によれば、公的な歌について

「源氏物語の歌の心をば取らず、詞を取るは苦しからず」と申しき。（中略）近代はその沙汰もなし。

と記され、作中歌の影響は当初は詞の取り込みだけに限定されていたが、堀河朝期には心象風景も踏まえたものが詠まれるようになった。
作中歌の評価で著名なのは藤原俊成の言説である。建久4年（1193年）に行われた六百番歌合の13番（テーマは枯野）で、左方の歌「見るあきをなににのこさむくさのはらひとへにかはる野辺の気色に」について、右方は「草の原」は墓所を連想させるので良くないと批判したが、これに対し判者を務めた藤原俊成は次のように評した。

右方は「草の原」を批判するが、これは『源氏物語』の花宴で朧月夜が詠んだ「憂き身世にやがて消えなば尋ねても草の原をば問わじとや思う」で使われた言葉である。花宴は『源氏物語』でも特に優美な巻であり、これを知らずに「草の原」を批判するのは歌詠みとしてあるまじき事である。

このような評価は、後世の歌人に大きな影響を与えた。たとえば瓦井によれば「一条朝期に女房のあいだで歌に詠み込まれることが好まれた紅葉と菊は、『源氏物語』でも紅葉賀や六条院行幸などで歌に詠み込まれたが、その後一旦は和歌史から姿を消す」としたうえで、13世紀初頭に成立した『新古今和歌集』で再び紅葉と菊が現れるのは『源氏物語』が媒介であった可能性が高いとしている。
また作中歌の影響は歌そのものに留まらない。長谷川範彰は「後朝の別れの歌」について、『源氏物語』は6例と際立って多いのに対し、同時代の日記・和歌集にはみられず他の王朝物語に数例あるのみとしたうえで、平安時代の貴族が後朝に歌を詠み交わし別れを惜しむイメージは『源氏物語』が作り出したとしている。

## 歌人としての紫式部
『源氏物語』の作中歌は、当然ながら著者である紫式部が生み出した歌である。紫式部は私撰集『紫式部集』を編纂し百人一首にも採られる歌人でもあるが、藤原俊成が「紫式部は和歌を詠むより散文を書く方が上手い」と表現したように、歌人としての評価は高くない。渡部泰明は、紫式部は屏風歌や歌合など公的な場で歌を詠むようなタイプではないと指摘したうえで「褻を詠んだ歌は同時代の和泉式部には遠く及ばず、公的な歌も赤染衛門や藤原公任に及ばない」と評している。また尾崎も「歌人としては勢いに欠け、無難な作が多い」としたうえで、作中歌については「登場人物の性格や物語の雰囲気、先行きの暗示などを歌に詠み込むことが巧み」と評価している。
紫式部も自らの力量を自認していたようで、作中歌の前後に「記憶に自信が無く、だいたいこのような類の歌」などと語り手を通じて歌の出来栄えについて弁明が付く場面がみられる。